# Afriqiyah Airways
Afriqiyah Airways (tiếng Ả Rập: الخطوط الجوية الأفريقية, đã Latinh hoá: Al-Khuṭūṭ al-Jawwiyyah al-Afrīqiyyah) là hãng hàng không của Libya có trụ sở ở Tripoli, Libya . Hãng cung cấp dịch vụ hàng không nội địa giữa Tripoli và Benghazi và dịch vụ theo lịch trình quốc tế đến hơn 25 quốc gia ở châu Âu, châu Phi, châu Á và Trung Đông. Căn cứ chính của hãng ở Sân bay quốc tế Tripoli . Tên Afriqiyah có nguồn gốc từ tiếng Ả Rập với nghĩa là châu Phi. Logo 9.9.99 ở mặt bên của máy bay của hãng Afriqiyah đề cập đến ngày Tuyên bố Sirte đánh dấu sự hình thành của Liên minh châu Phi. Ý tưởng Afriqiyah là "hãng hàng không châu Phi" với trung tâm của mình tại Tripoli.
Afriqiyah Airways là một thành viên của Tổ chức các hãng hàng không Ả Rập và các Hiệp hội Vận tải Hàng không Quốc tế.
Hãng này có doanh thu 120 triệu USD trong năm 2006.

## Lịch sử
Hãng được thành lập vào tháng 4 năm 2001 và bắt đầu dịch vụ theo lịch trình vào ngày 1 tháng 12 2001. Hãng thuộc sở hữu của chính phủ Libya và có 287 nhân viên (tháng 3 năm 2007) . Các hãng hàng không bắt đầu với máy bay Boeing 737-400, nhưng trong năm 2003 đã chuyển sang dùng máy bay của Airbus.
Ngày 12 tháng 5 năm 2010, chuyến bay 771 của Afriqiyah Airways đã rơi khi đang hạ cánh tại sân bay quốc tế Tripoli làm 100 hành khách thiệt mạng, trong đó có 62 người Hà Lan..